# Citroën Dyane
Citroën Dyane - автомобіль класу суперміні, що вироблявся французькою компанією Citroën з 1967 по 1983 роки. Автомобіль був розроблений на платформі Citroën 2CV. Всього було вироблено 1,4 мільйони екземплярів Dyane. Створена на основі Citroën Dyane версія панельного фургона була названа Acadiane.
Dyane була відповіддю Citroën на популярну модель Renault 4, яка після своєї прем'єри в 1961 році скоротила продажі Citroën 2CV. Як і Renault 4, Dyane спочатку розроблявся як хетчбек з декількома стильовими відмінностями, такими як традиційні круглі фари в передніх крилах з квадратними краями і хромована прикраса.

## Двигуни

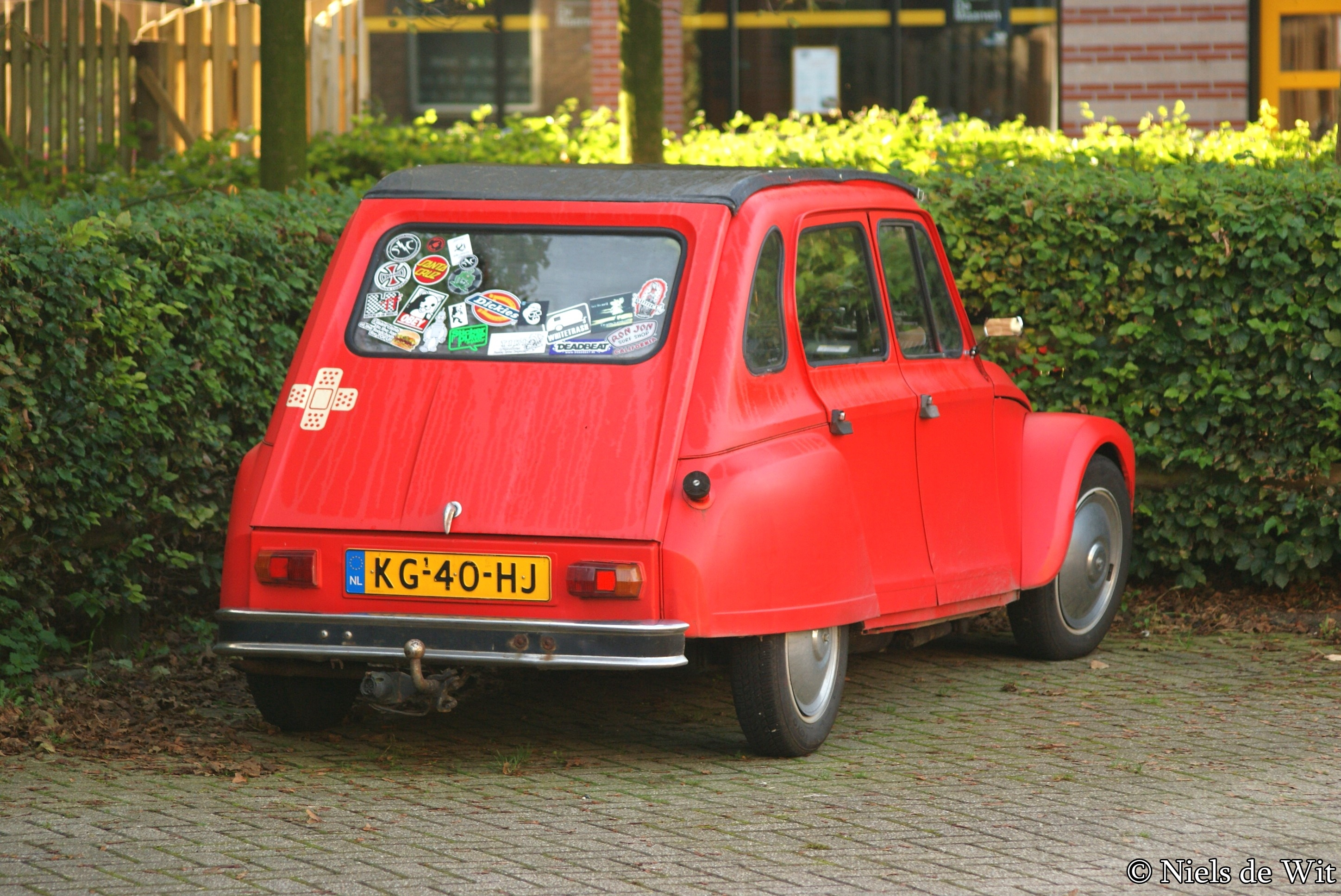

- 425 cc Flat-2
- 435 cc Flat-2
- 602 cc Flat-2

## Виробництво
| Модель | 1967   | 1968   | 1969   | 1970    | 1971    | 1972    | 1973    | 1974    | 1975    | 1976    | 1977    | 1978    | 1979    | 1980   | 1981   | 1982   | 1983   | 1984   | Всього    |
| Dyane  | 47,712 | 98,769 | 95,434 | 96,456  | 97,091  | 111,462 | 95,535  | 126,854 | 117,913 | 118,871 | 113,474 | 102,958 | 77,605  | 61,745 | 39,176 | 27,960 | 13,908 | 570    | 1,443,493 |
| 2CV    | 98,683 | 57,473 | 72,044 | 121,096 | 121,264 | 133,530 | 123,819 | 163,143 | 122,542 | 134,396 | 132,458 | 108,825 | 101,222 | 89,994 | 89,472 | 86,060 | 59,673 | 54,923 | 3,867,932 |